# Pteropus dasymallus
Pteropus dasymallus är en däggdjursart som beskrevs av Coenraad Jacob Temminck 1825. Pteropus dasymallus ingår i släktet Pteropus och familjen flyghundar. IUCN kategoriserar arten globalt som nära hotad.
Inga underarter finns listade i Catalogue of Life. Wilson & Reeder (2005) skiljer mellan fem underarter.
Denna flyghund förekommer på Taiwan samt på flera mindre öar i östra Kina, södra Japan och norra Filippinerna. Arten vistas i skogar och den uppsöker människans fruktträdodlingar. Födan utgörs av fikon samt av andra frukter.
Arten har en ungefär 22 cm lång bål, 13 cm långa underarmar och väger ungefär 440 g. Pälsens färg varierar mellan underarterna. Underarten som förekommer på Daitoöarna (P. d. daitonensis) har bruna vingar och bruna kroppssidor medan andra delar av bålen är gulaktig. Nominatformen P. d. dasymallus har en svartbrun bål, ett svartaktigt huvud och krämvit päls vid skuldrorna. Underarten på Okinawaöarna (P. d. inopinatus) har en brun nos och en mörk fläck på den ljusa kransen kring halsen. Hos P. d. yayeyamae som lever på Yaeyamaöarna förekommer ett brunt huvud och en kanelfärgad krans kring halsen. På underartens bål är pälsfärgen varierande.
Ensamma individer, små grupper eller större kolonier vilar gömda i trädens bladverk. Födan utgörs främst av frukter som fikon, dessutom äts blad, bark, blommor och några insekter. Honor är 4 till 6 månader dräktig och sedan föds en enda unge. Unga honor kan få egna ungar när de är ett eller två år gamla.